# 王柯
王柯（1956年—），日籍华裔人類學家、少數民族專家，神戶大學研究生院教授。生於河南省南陽市，畢業於中央民族大學民族語言文學系並取得碩士學位，於東京大學取得博士學位，師從伊斯蘭史專家山內昌之，論文題目為《東突厥斯坦共和國之研究》。

## 经历
1956年出生于中華人民共和国河南省南阳市。1982年毕业于中央民族学院民族語言文学系。于中央民族学院取得文化人類学硕士学位并任中央民族学院教师，后进入文化部的社会文化局。1989年，前往日本留学，1994年取得東京大学博士学位。曾担任东京大学文理学院兼职讲师和外国客座研究员，自1996年起担任神户大学国际文化学部助理教授，2001年起担任教授。
2014年3月7日，他在前往中国福建泉州出差时被警方拘留18天，24日被释放。

## 著作
單著
中文
- 王柯. . 中国社会科学出版社. 2001. ISBN 7-5004-2958-4.
- 王柯. . 中文大学出版社. 2013: 332. ISBN 9789629965006.
- 王柯. . 台湾政治大学出版社. 2014: 285. ISBN 978-986-6475-53-5.
- 王柯. . 香港中文大學出版社. 2015: 424. ISBN 978-962-996-686-7.
- 王柯. . 香港中文大學出版社. 2016: 390. ISBN 978-962-996-651-5.
- 王柯. . 台湾政治大学出版社. 2017: 285. ISBN 978-986-6475-95-5.
- 王柯. . 香港中文大學出版社. 2020: 640 （精裝）. ISBN 978-988-237-110-1.（平裝） isbn= 978-988-237-108-8.
- 王柯. . 上海人民出版社. 2020: 352. ISBN 9787208161672.

日文
- 王柯. . 東京大学出版会. 1995: 299. ISBN 4130261134.（获日本第十八届三得利学术奖）
- 王柯. . 岩波新書. 岩波書店. 2005: 235. ISBN 4004309387.
- 王柯. . 東京大学出版会. 2006: 324. ISBN 413021070X.
- 王柯. . 農山漁村文化協会. 2007: 206. ISBN 4540030957.
- 王柯. . 藤原書店. 2015: 248. ISBN 978-4-86578-049-9.

其他語言
- 王柯. . 韓國東北亞歷史財團. 2007: 417. ISBN 978-89-6187-011-5.
- WANG KE,TRANSLATED BY Carissa Fletcher. . The Chinese University Press. 2018: 382. ISBN 978-986-6475-95-5.

編著
- 王柯; 櫻井良樹・濱下武志・趙軍・安井三吉・姜克實・汪婉・呂一民・徐立望・松本ますみ・沈国威. . 藤原書店. 2011: 320. ISBN 4894348306.
- 王柯ほか (编). . 人民出版社. 2007. ISBN 978-7-01-006142-9.
- 日本地震経験叢書 2009年（中国民主法制出版社）
- 石原享一・馮誼光・王柯(編) (编). . 東方書店. 2013: 123. ISBN 4497204170.

共著
- 王柯; 王智新. . 中央編訳出版社. 2007: 221. ISBN 9787802114517.
- 山本有造(編) (编). . 京都大学人文科学研究所共同研究報告. 名古屋大学出版会. 2003: 406. ISBN 4815804737.
- 石井明; 木村汎ほか. . 勉誠出版. 2003: 322. ISBN 4585050795.
- 合著. . 名古屋大學出版會. 2003. ISBN 4-8158-0473-7.